# Bunifazziu (Schiff)
Die Bunifazziu ist eine Fähre der italienischen Reederei Moby Lines.

## Geschichte
Die Fähre wurde als Liburna für Toremar von der italienischen Werft Fincantieri gebaut. Der Stapellauf erfolgte im Mai 1988. Das Schiff wurde im Dezember 1988 abgeliefert und anschließend in Dienst gestellt. Es wurde von Toremar auf der Route zwischen Livorno, Gorgona und Capraia eingesetzt. 2025 wurde die Fähre von Moby Lines übernommen, um sie als Bunifazziu zwischen Santa Teresa Gallura und Bonifacio einzusetzen.

## Ausstattung
An Bord des Schiffes gibt es eine Bar und einen Spielebereich für Kinder. Ebenfalls bietet das Schiff ein Sonnendeck und WLAN an Bord.